# اسون-اوکه لوندباک
اسون-اوکه لوندباک (انگلیسی: Sven-Åke Lundbäck؛ زادهٔ ۲۶ ژانویه ۱۹۴۸) اسکی‌باز صحرانوردی اهل سوئد بود.
وی در مسابقات کشوری و بین‌المللی در مجموع برندهٔ ۳ مدال طلا شده‌است.